# Пти (лунный кратер)
Пти (лат. Petit) — маленький ударный кратер в области северо-западного побережья Моря Пены на видимой стороне Луны. Название присвоено в честь французского физика Алексиса Тереза Пти (1771—1820) и утверждено Международным астрономическим союзом в 1976 году. Образование кратера относится к коперниковскому периоду.

## Описание кратера

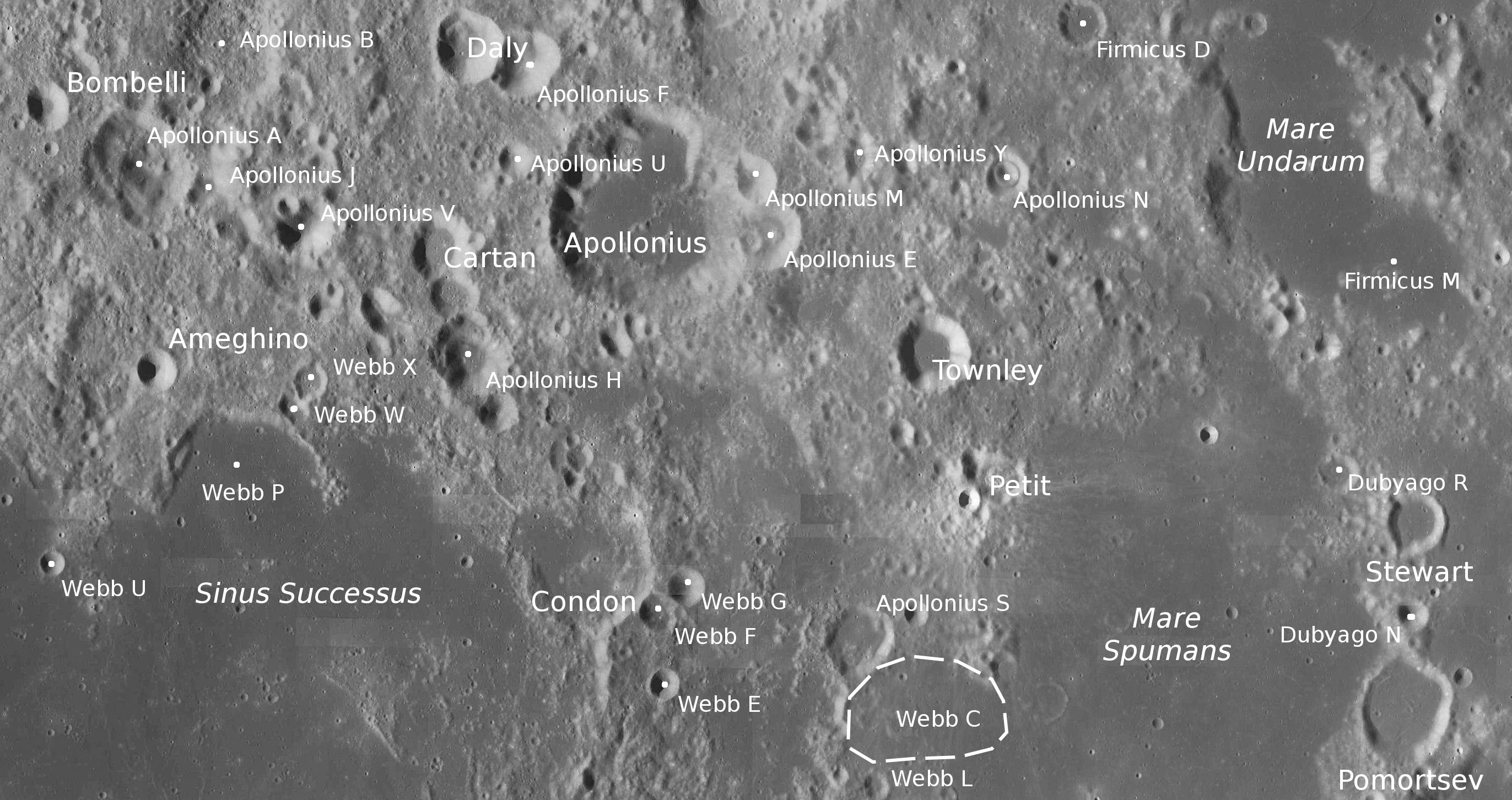
Окрестности кратера Пти. Снимок зонда Lunar Reconnaissance Orbiter.

Ближайшими соседями кратера являются кратер Кондон на западе; кратер Таунли на севере; кратер Стюарт на востоке; кратер Поморцев на востоке-юго-востоке; кратер Харгривс на юге и кратер Уэбб на юго-западе. На юго-западе от кратера располагается Море Изобилия; на западе — Залив Успеха; на северо-востоке Море Волн, на юго-востоке Море Пены. Селенографические координаты центра кратера 2°19′ с. ш. 63°28′ в. д. / 2,32° с. ш. 63,46° в. д., диаметр 5,0 км, глубина 1070 м.
Кратер Пти имеет циркулярную чашеобразную форму и практически не разрушен. Высота вала над окружающей местностью достигает 180 м, объем кратера составляет приблизительно 5 км³. Кратер является центром системы ярких лучей и имеет высокое альбедо.
До получения собственного наименования в 1976 г. кратер имел обозначение Аполлоний W (в системе обозначений так называемых сателлитных кратеров, расположенных в окрестностях кратера, имеющего собственное наименование).

## Сателлитные кратеры
Отсутствуют.